# ستريبتوغرامين

"ستريبتوغرامين أ"
Streptogramin A

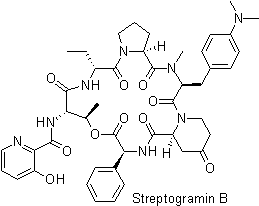
"ستريبتوغرامين ب"
Streptogramin B

الستريبتوغرامينات (بالإنجليزية: Streptogramins)‏ فئة من فئات المضادات الحيوية، تقع في مجموعتين: «أ» و «ب».

## العلاجات
الستريبتوغرامينات فعّالة في علاج اثنين من أسرع السلالات البكتيرية المقاوِمة للأدوية المتعددة نمواً، وهما:
- «العنقوديات الذهبية المقاومة للفانكوميسين» (بالإنجليزية: ancomycin-resistant Staphylococcus aureus)‏ (VRSA).
- «المعوية المقاومة للفانكوميسين» (بالإنجليزية: vancomycin-resistant Enterococcus)‏ (VRE).

## مجموعة الستريبتوغرامينات
تقع الستريبتوغرامينات في مجموعتين:
- «ستريبتوغرامين أ» (بالإنجليزية: Streptogramin A)‏.
- «ستريبتوغرامين ب» (بالإنجليزية: Streptogramin B)‏.

## فئة الستريبتوغرامينات
فئة الستريبتوغرامين تشمل المضادات الحيوية التالية:
- كينوبرستين/دلفوبرستين (بالإنجليزية: Quinupristin/dalfopristin)‏.
- بريستينامايسين (بالإنجليزية: Pristinamycin)‏
- فرجينيامايسين (بالإنجليزية: Streptogramin A)‏.
- NXL 103، ستريبتوغرامين تحت التجربة السريرية لعلاج التهابات الجهاز التنفسي.[2]